# Lakena United
Il Lakena United è una società calcistica di Tuvalu. Oltre alla prima squadra ha anche una squadra B e una femminile.

## Palmarès

### Competizioni nazionali
- Tuvalu A-Division: 2

2004, 2006
- Independence Cup: 5

2000, 2001, 2002, 2004, 2007
- NBT Cup: 4

2006, 2007, 2008, 2011
- Christmas Cup: 1

2011

### Altri piazzamenti
- Tuvalu A-Division:

Secondo posto: 2005
- Independence Cup:

Finalista: 2010
- Christmas Cup:

Finalista: 2010

## Organico 2012-2013

### Rosa
| N. |                   | Ruolo | Calciatore      |
| -- | ----------------- | ----- | --------------- |
| 1  | Tuvalu (bandiera) | P     | Faiana Ofati    |
| 2  | Tuvalu (bandiera) | D     | Malulu Tolauapi |
| 3  | Tuvalu (bandiera) | D     | Iese Telina     |
| 4  | Tuvalu (bandiera) | D     | Ioane Haumili   |
| 5  | Tuvalu (bandiera) | C     | Tekita Nemia    |
| 6  | Tuvalu (bandiera) | C     | Falefati        |
| 7  | Tuvalu (bandiera) | C     | Mote Peti       |
| 8  | Tuvalu (bandiera) | A     | Samelu Toai     |
| 9  | Tuvalu (bandiera) | C     | Kaumaile David  |

| N. |                   | Ruolo | Calciatore      |
| -- | ----------------- | ----- | --------------- |
| 10 | Tuvalu (bandiera) | A     | Tui Seu         |
| 11 | Tuvalu (bandiera) | C     | Matagi Oki      |
| 12 | Tuvalu (bandiera) | D     | Malona Taukatea |
| 13 | Tuvalu (bandiera) | D     | Vevea Toai      |
| 14 | Tuvalu (bandiera) | D     | Mauatu Teilauea |
| 15 | Tuvalu (bandiera) | C     | Naaga Manase    |
| 16 | Tuvalu (bandiera) | C     | Petio Semaia    |
| 17 | Tuvalu (bandiera) | A     | Toma Fotu       |